# 968
Раннє Середньовіччя •  Епоха вікінгів •  Золота доба ісламу •  Реконкіста

## Геополітична ситуація
Василевсом Візантії був Никифор II Фока. Оттон I Великий правив у Священній Римській імперії.
Західним Франкським королівством правив, принаймні формально, Лотар.
Апеннінський півострів розділений між численними державами: північ належить Священній Римській імперії, середню частину займає Папська область, на південь від Римської області лежать невеликі незалежні герцогства, деякі області на півночі та на півдні належать Візантії, інші окупували сарацини. Південь Піренейського півострова займає Кордовський халіфат, у якому править Аль-Хакам II. Північну частину півострова займають королівство Астурія і королівство Галісія та королівство Леон, де править Раміро III.
Королівство Англія очолює Едгар Мирний.
У Київській Русі триває правління Святослава Ігоровича. У Польщі править Мешко I, Перше Болгарське царство очолює цар Петро I. Існують Богемія, Моравія. У Хорватії король Михайло Крешимир II. Великим князем мадярів був Такшонь.
Аббасидський халіфат очолює аль-Муті, в Іфрикії владу утримують Фатіміди, в Середній Азії — Саманіди. У Китаї розпочалося правління династії Сун. Значними державами Індії є Пала, держава Раштракутів, Пратіхара, Чола. В Японії триває період Хей'ан. На північ від Каспійського та Азовського морів усе ще існує Хозарський каганат.

## Події

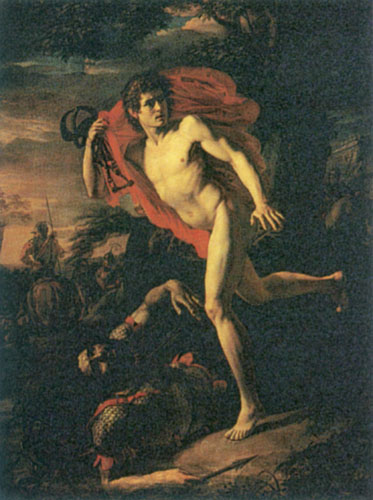
Київський юнак пробирається через табір печенігів до Дніпра з посланням до воєводи Претича. Картина Андрія Іванова, 1810

- Похід князя Святослава на Балкани. Святослав здобув перемогу над болгарами у битві під Сілістрою.
- Скориставшись відсутністю Святослава з військом печеніги взяли Київ в облогу. Облогу зняли війська воєводи Претича з Лівобережжя. Повернувшись, Святослав прогнав печенігів у поле.
- Князь Святослав розпочав похід на Хозарський каганат, що поклав край його існуванню.
- Вікінги напали на північ Піренейського півострова.
- Імператор Священної Римської імперії Оттон I Великий зазнав невдачі, намагаючись відібрати Барі у Візантії.
- Династія Дінь